# 나카무라 마리코
나카무라 마리코(일본어: 中村 麻里子, 1993년 12월 16일 - )는 일본 여성 아이돌 그룹 전 AKB48 팀A의 부캡틴이다. 신에이V 소속. 2017년 3월 30일에 AKB48 졸업(졸업 후에는 효고현의 독립 방송국인 선 TV(고베시)에 계약 아나운서로 입사).